# Kalusch
Kalusch (auch Kalusa; ukrainisch und russisch Калуш; polnisch Kałusz; jiddisch קאַלוש/ Kalush oder Kalish, deutsch auch Kallusch) ist die zweitgrößte Stadt der Oblast Iwano-Frankiwsk in der West-Ukraine. Die Stadt liegt am Fuß der Karpaten, in der historischen Landschaft Galizien.

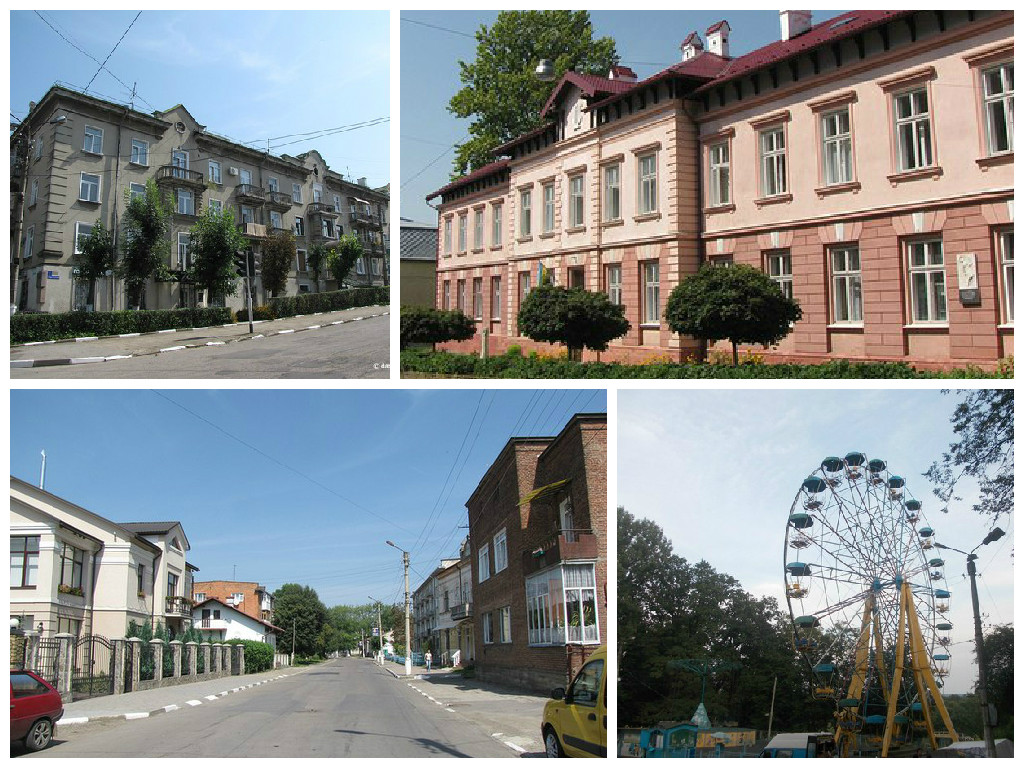
Ansichten aus dem Ort

## Administrative Einordnung
Die Stadt ist das Zentrum des Rajons Kalusch, war jedoch administrativ bis Juli 2020 kein Teil desselben.
Am 7. August 2019 wurde die Stadt zum Zentrum der neu gegründeten Stadtgemeinde Kalusch (Калуська міська громада/Kaluska miska hromada). Zu dieser zählten auch die 2 Dörfer Kropywnyk und Mostyschtsche; bis dahin bildete sie  die Stadtratsgemeinde Kalusch (Калуська міська рада/Kaluska miska rada) im Rajon Kalusch.
Am 19. September 2019 kamen noch die Dörfer Babyn-Saritschnyj und Wistowa zum Gemeindegebiet, am 3. Dezember 2019 folgten die Dörfer Serednij Babyn, Siwka-Kaluska und Studinka.
Am 12. Juni 2020 kamen noch 10 weitere Dörfer zur Gemeinde.
Folgende Orte sind neben dem Hauptort Kalusch Teil der Gemeinde:
| Name                     | Name           | Name                                    | Name            | Name |
| ukrainisch transkribiert | ukrainisch     | russisch                                | polnisch        |      |
| ------------------------ | -------------- | --------------------------------------- | --------------- | ---- |
| Babyn-Saritschnyj        | Бабин-Зарічний | Бабин-Заречный (Babin-Saretschny)       | Babin Zarzeczny |      |
| Bodnariw                 | Боднарів       | Боднаров (Bodnarow)                     | Bednarów        |      |
| Dowhe-Kaluske            | Довге-Калуське | Долгое-Калушское (Dolgoje-Kaluschskoje) | Dołhe-Kałuskie  |      |
| Holyn                    | Голинь         | Голынь                                  | Hołyn           |      |
| Jaworiwka                | Яворівка       | Яворовка (Jaworowka)                    | Jaworówka       |      |
| Kopanky                  | Копанки        | Копанки (Kopanki)                       | Kopanka         |      |
| Kropywnyk                | Кропивник      | Крапивник (Krapiwnik)                   | Kropiwnik       |      |
| Mostyschtsche            | Мостище        | Мостище (Mostischtsche)                 | Mościska        |      |
| Mysliw                   | Мислів         | Мыслов (Myslow)                         | Mysłów          |      |
| Pijlo                    | Пійло          | Пийло                                   | Pójło           |      |
| Ripjanka                 | Ріп'янка       | Рипянка                                 | Rypianka        |      |
| Serednij Babyn           | Середній Бабин | Средний Бабин (Sredni Babin)            | Babin           |      |
| Studinka                 | Студінка       | Студинка                                | Studzianka      |      |
| Tuschyliw                | Тужилів        | Тужилов (Tuschilow)                     | Tużyłów         |      |
| Wistowa                  | Вістова        | Вестовая (Westowaja)                    | Wistowa         |      |

## Klima
Das Klima ist gemäßigt kontinental, feucht mit kühlen Sommern und verhältnismäßig milden Wintern. Der jährliche Niederschlag beträgt 600–800 mm.

## Geschichte

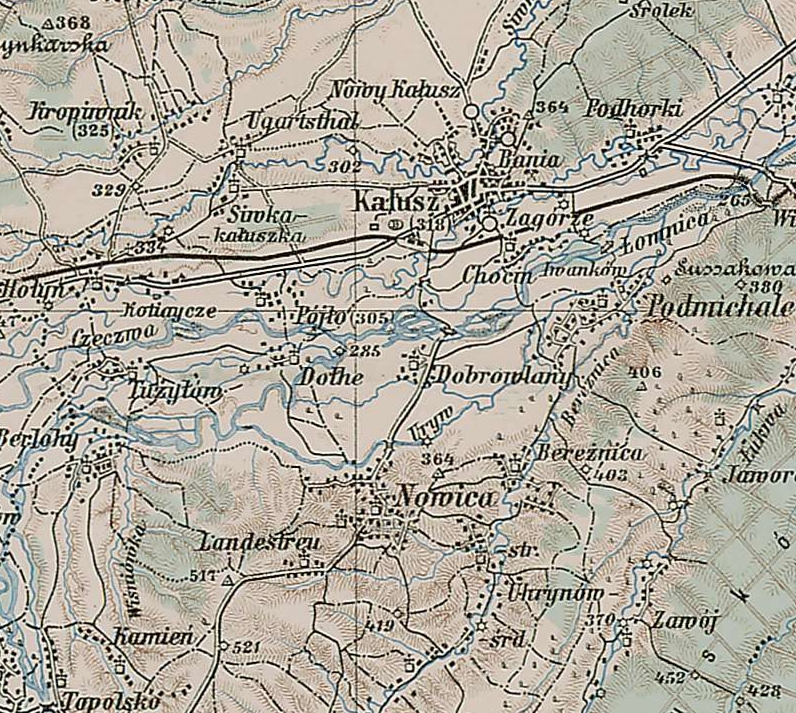
Karte von Kalusch 1889

Kalusch teilt weitgehend die Geschichte der Ukraine, Galiziens und Polens.
Der Name der Stadt, der wahrscheinlich vom Wort kalyushi für Salz kommt, wurde 1437 erstmals erwähnt. 1549 erhielt die Stadt in Wolhynien vom polnischen König Sigismund II. August das Magdeburger Stadtrecht und war seitdem eine „freie Stadt“. Seit dem 16. Jahrhundert gab es eine bedeutende jüdische Gemeinde im Ort.
1772 kam die Stadt mit Galizien zum Habsburgerreich, 1867 bis 1918 gehörte Kalusch zu Österreich-Ungarn und war ab 1850 Sitz der Bezirkshauptmannschaft des Bezirks Kałusz, ab 1867 kam noch der Sitz eines Bezirksgerichts hinzu. Durch seine Salzindustrie kam es im 19. Jahrhundert zu einem besonders raschen Bevölkerungswachstum.

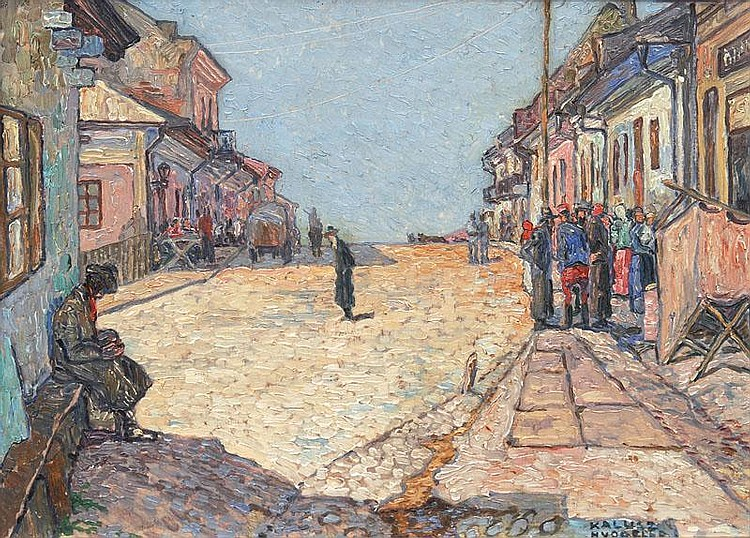
Straßenszene in Kalusz von Heinrich Vogeler, 1915

Während des Ersten Weltkrieges wurde Kalusch weitgehend zerstört.

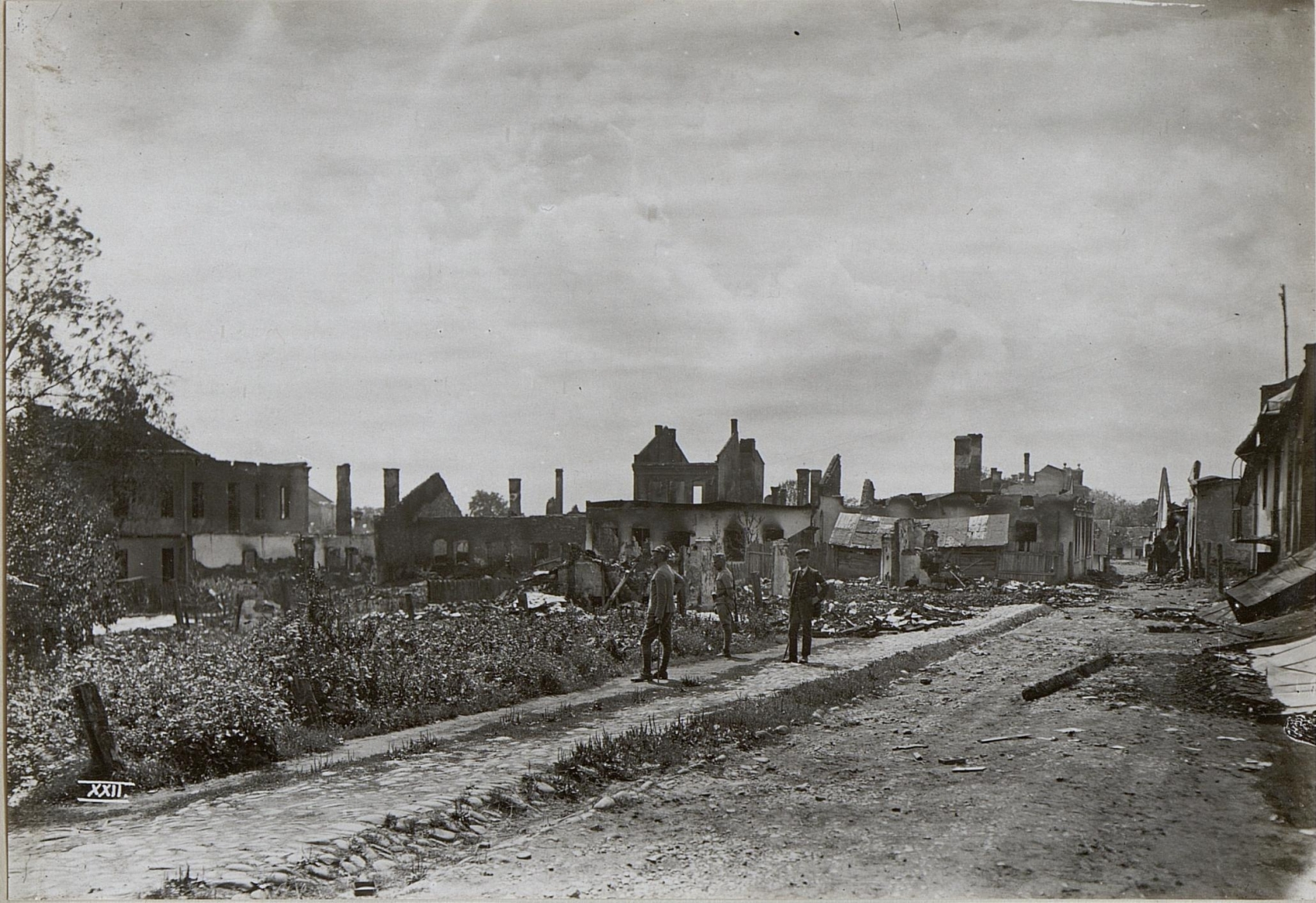
Kalusch im Jahre 1917

1919 war Kalusch kurze Zeit Teil der Westukrainischen Volksrepublik. Durch den Frieden von Riga wurde Kalusch ein Teil von Polen und lag hier ab 1921 in der Woiwodschaft Stanislau. 1939 wurde das Gebiet aufgrund des Hitler-Stalin-Paktes von der Sowjetunion besetzt und viele Polen nach Sibirien deportiert.
Von 1941 bis 1944 wurde die Westukraine durch die deutsche Armee besetzt. Aus dem besetzten Gebiet wurde der Distrikt Galizien gebildet, der dem Generalgouvernement angeschlossen wurde.
Es lebten bis zu dieser Zeit viele verschiedene Ethnien mit unterschiedlichen Kulturen und Religionen in der Stadt. Die Bevölkerung bestand hauptsächlich aus Ukrainern, Polen und Juden. Die von den Deutschen organisierte Vernichtung der jüdischen Bevölkerung, für die der SS-Hauptsturmführer Hans Krüger Verantwortung trug, war das Ende des für Ostgalizien typischen vielsprachigen Völkergemisches.
Durch die Sowjetunion wurde dann nach dem Ende des Zweiten Weltkrieges auch die polnische Bevölkerung zwangsweise nach Polen umgesiedelt, so dass die Stadt heute, neben wenigen Russen, überwiegend von Ukrainern bewohnt wird.
Seit 1940 ist die Stadt das Zentrum des gleichnamigen Rajons Kalusch, am 20. März 1972 wurde die Stadt von Rajons- unter Oblastverwaltung gestellt, bis 17. Juli 2020 war sie verwaltungstechnisch kein Teil des Rajons mehr.

## Sehenswürdigkeiten
- Ukrainisch-Orthodoxe Kirche
- Katholische Kirche St. Valentin

## Wirtschaft
Kalusch ist ein wichtiges Industriezentrum der Region. Die wichtigsten Betriebe sind die Chemiewerke Karpatneftechim (Petrochemie) und Oriana-Galew (Kalidünger). In der Stadt Kalusch befindet sich auch eine der ältesten (gegründet 1649) Bierbrauereien, die Kaluskyi Brovar. In der Nähe befindet sich ein Kalisalzvorkommen.
Aufgrund vieler überdurchschnittlich ausgebildeter Arbeitskräfte betrug die Arbeitslosigkeit im Jahr 2006 nur 3,6 %.

### Verkehr
Kalusch hat gute Straßenverbindungen nach Lemberg (130 km) und Kiew (560 km). Die Stadt liegt an der 1875 eröffneten Bahnstrecke Stryj–Iwano-Frankiwsk.  Der Nahverkehr wird mit Bussen und Marschrutkas abgewickelt.

## Bildung
Neben mehreren höheren Schulen gibt es eine Polytechnische Hochschule mit dem Namen Kaluskyj politechnitschnyj koledsch / Калуський політехнічний коледж.

## Städtepartnerschaften
- Bačka Palanka, Serbien
- Grand Prairie, Texas
- Gorlice, Polen
- Kędzierzyn-Koźle, Polen
- Český Krumlov, Tschechien[6]
- Lippstadt, Deutschland[7]

## Persönlichkeiten
- Jewgeni Arschanow (* 1948), sowjetischer Mittelstreckenläufer
- Stepan Bandera (1909–1959), ukrainischer Politiker
- August Aleksander Czartoryski (1697–1782), polnischer Adeliger und Offizier
- Edward Dębicki (* 1935), polnischer Musiker der Roma
- Wassyl Fedoryschyn (* 1981), ukrainischer Ringer
- Jurij Isdryk (* 1962), ukrainischer Schriftsteller, Künstler und Herausgeber
- Bohdan Rubtschak (1935–2018), ukrainischer Schriftsteller, Dichter und Literaturkritiker
- Franciszek Smolka (1810–1899), polnisch-österreichischer Politiker
- Jan Sobiepan Zamoyski (1627–1665), polnischer General und Politiker
- Tomasz Zamoyski (1594–1638), polnischer Adeliger und Politiker